# Comuna de Łosice
Łosice (polaco: Gmina Łosice) é uma gminy (comuna) na Polónia, na voivodia de Mazóvia e no condado de Łosicki. A sede do condado é a cidade de Łosice.
De acordo com os censos de 2004, a comuna tem 11 263 habitantes, com uma densidade 92,9 hab/km².

## Área
Estende-se por uma área de 121,22 km², incluindo:
- área agricola: 82%
- área florestal: 10%

## Demografia
Dados de 30 de Junho 2004:
|                      | Total   | Total | Mulheres | Mulheres | Homens  | Homens |
| -------------------- | ------- | ----- | -------- | -------- | ------- | ------ |
|                      | pessoas | %     | pessoas  | %        | pessoas | %      |
| População            | 11 263  | 100   | 5685     | 50,5     | 5578    | 49,5   |
| Densidade (pop./km²) | 92,9    | 100   | 46,9     | 46,9     | 46      | 46     |

De acordo com dados de 2002, o rendimento médio per capita ascendia a 1345,19 zł.

## Subdivisões
- Biernaty Średnie, Chotycze, Chotycze-Kolonia, Czuchleby, Dzięcioły, Jeziory, Łuzki, Meszki, Niemojki, Niemojki-Stacja, Nowosielec, Patków, Prusy, Rudnik, Stare Biernaty, Szańków, Szańków-Kolonia, Świniarów, Toporów, Woźniki, Zakrze.

## Comunas vizinhas
- Huszlew, Mordy, Olszanka, Platerów, Przesmyki, Stara Kornica